# Adrien Bernadet
Adrian Bernadet (Parijs, 27 november 1984) is een Frans golfer.

## Amateur
Bernadet speelde diverse amateurstoernooien en kwalificeerde zich in 2007 voor het US Amateur dat op de Olympic Club in San Francisco gewonnen werd door Colt Knost.

## Professional
Bernadet werd in 2007 professional. Sinds 2008 speelt Bernadet op de Europese Challenge Tour. 
In 2011 werd hij 3de bij het Allianz Open Côtes d'Armor Bretagne en 5de bij het Allianz Open de Lyon. Eind 2011 ging hij naar de Tourschool waar hij 9de werd in Stage 2 en 16de bij de Finals. In 2012 speelt hij op de Europese Tour, samen met Jean-Baptiste Gonnet en Christian Cévaër, die ook bij BCM Sports Management zitten.